# Láďa jede lodí
»Láďa jede lodí« je skladba ter tretji singl češke skupine Banjo Band. Izdan je bil leta 1975 pri založbi Supraphon.

Gre za zadnjo pesem, ki jo je skupina posnela z banjovskim triom v ospredju.
| A stran | A stran                                   | A stran |
| Št.     | Naslov                                    | Dolžina |
| ------- | ----------------------------------------- | ------- |
| 1.      | „Láďa jede lodí‟ (Emil Synek/Ivan Mládek) | 3:05    |

| B stran | B stran                                                          | B stran |
| Št.     | Naslov                                                           | Dolžina |
| ------- | ---------------------------------------------------------------- | ------- |
| 1.      | „Růžová krinolína‟ (Vladimír Fořt, Ivan Mládek/František Svojík) | 2:44    |

## Zasedba
- Ivan Mládek – banjo
- Jiri Přibyl – banjo
- Jiří Augusta – banjo
- Pavel Skála – klavir
- Václav Dědina – tuba
- Jan Pacák – bobni
- Milan Udržal – perilnik